# Drosera neocaledonica
Drosera neocaledonica es una especie de planta carnívora perteneciente a la familia de las droseráceas, nativa de Nueva Caledonia.

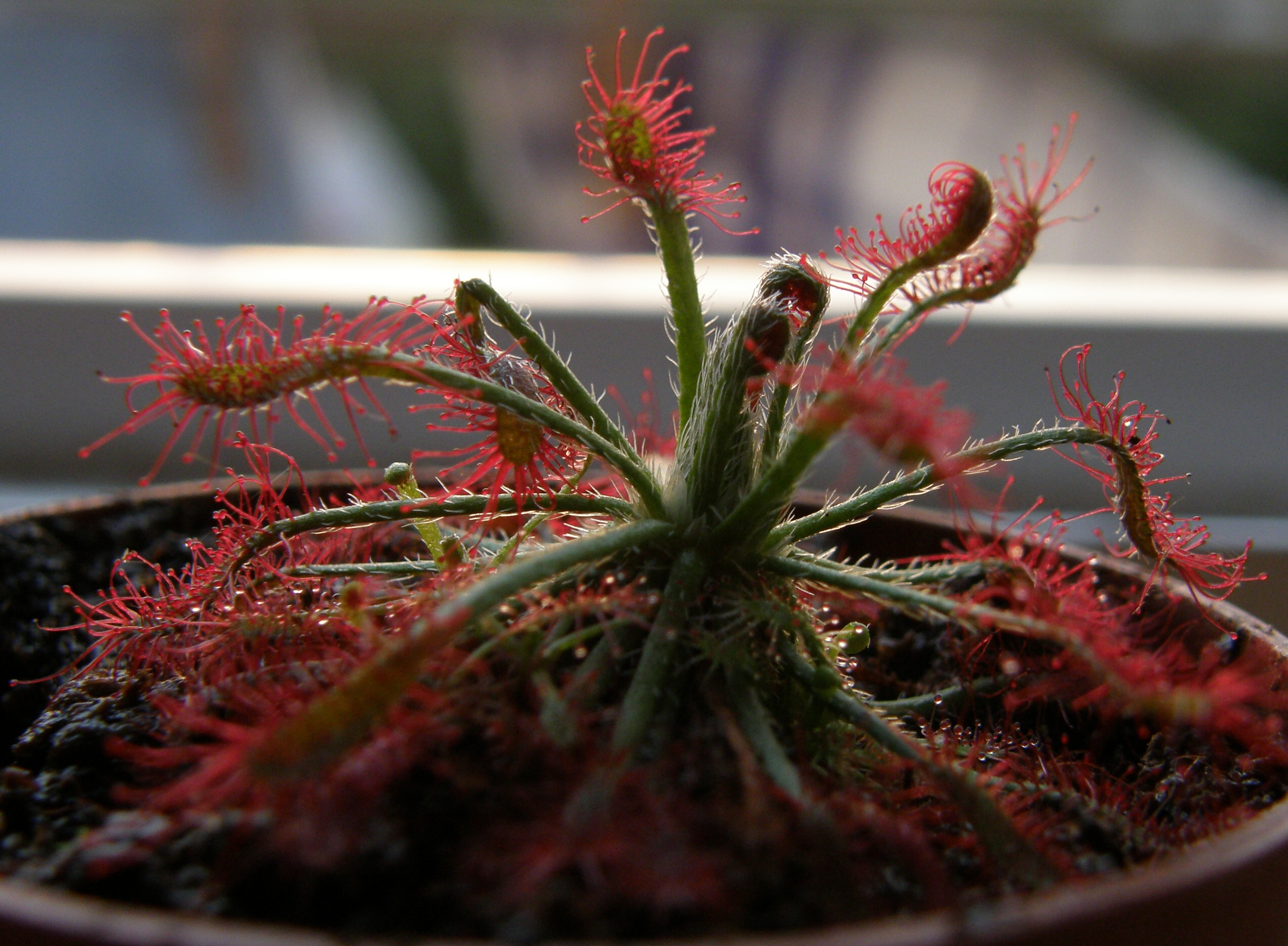
Vista de la planta

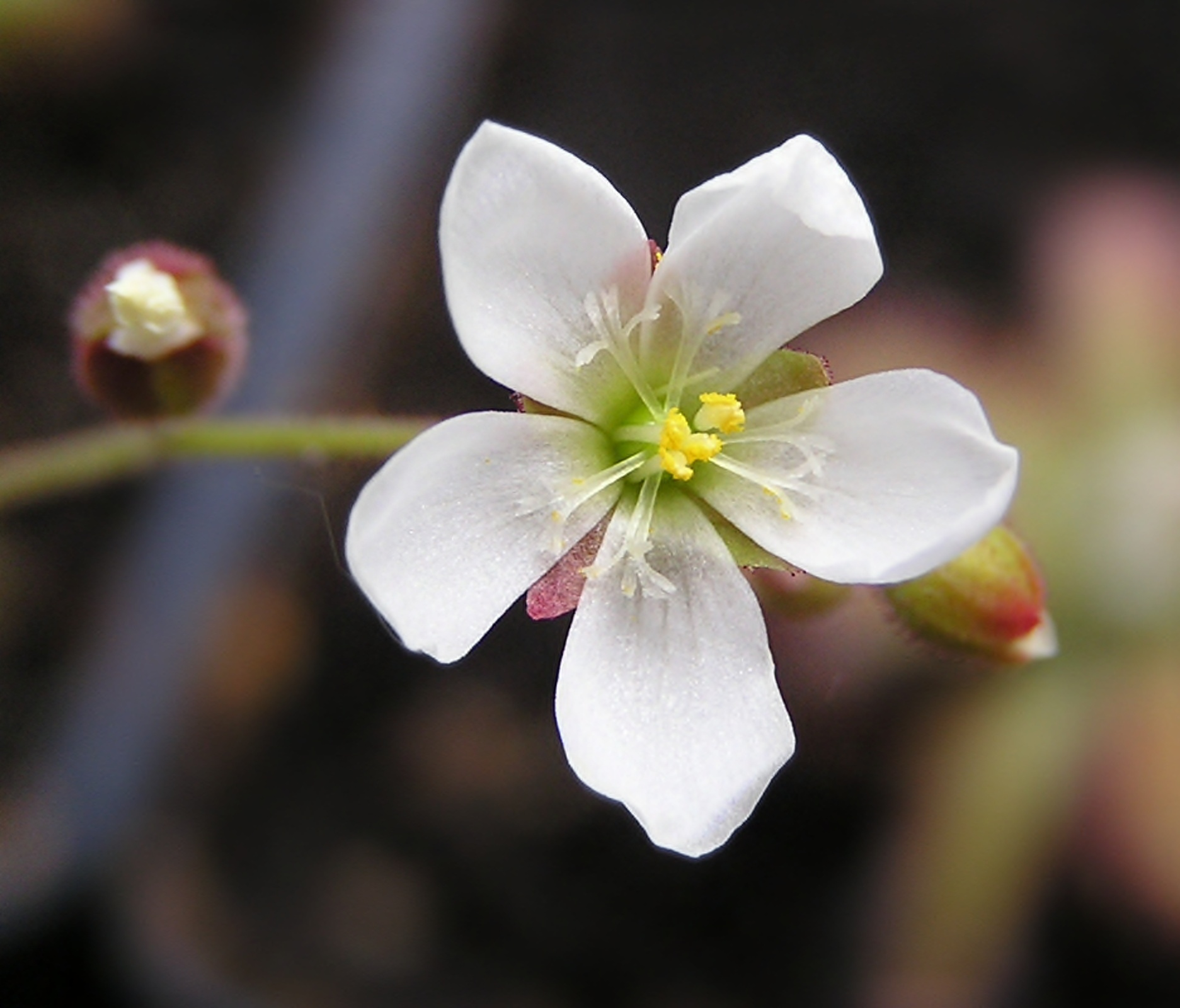
Detalle de la flor

## Descripción
Esta especie es de pequeño tamaño que forma una roseta es de aproximadamente 60 mm. Los tallos pueden alcanzar 120 mm. Las hojas están constituidas de un peludo pecíolo de 20 mm y una hoja glandular de 5 mm de largo por 2 de ancho. Es una planta carnívora.

## Distribución
Drosera neocaledonica es endémica de Nueva Caledonia donde solo se encuentra  en el sur de la isla, se encontró por debajo de los 1000 m de altitud en la turba arenosa.

## Taxonomía
Drosera neocaledonica fue descrita por Raymond-Hamet y publicado en Bulletin de la Société Botanique de France 53: 151. 1906.
Etimología
Drosera: tanto su nombre científico –derivado del griego δρόσος [drosos]: "rocío, gotas de rocío"– como el nombre vulgar –rocío del sol, que deriva del latín ros solis: "rocío del sol"– hacen referencia a las brillantes gotas de mucílago que aparecen en el extremo de cada hoja, y que recuerdan al rocío de la mañana.
neocaledonica: epíteto geográfico que alude a su localización en Nueva Caledonia.
Sinonimia
- Drosera caledonica Viell. ex Diels
- Drosera rubiginosa Heckel[4][5]